# Carla Bizzarri
Carla Bizzarri, nata Carla Ottolenghi (Roma, 27 giugno 1920 – Roma, 19 maggio 2016), è stata un'attrice italiana.

## Biografia
Carla Bizzarri, sorella della giornalista televisiva e critica di danza Vittoria Ottolenghi, fu attiva in teatro, cinema e televisione tra gli anni cinquanta e gli anni ottanta.
Lavorò in teatro con Luchino Visconti.
Apparve spesso in televisione, partecipando tra l'altro nel 1962 alla trasmissione culturale Libri per tutti, dove leggeva brani scelti di scrittori intervistati da Luigi Silori.

## Prosa teatrale
- Rosalinda o come vi piace di William Shakespeare, regia di Luchino Visconti, prima al Teatro Eliseo di Roma 20 novembre 1948.
- Il malinteso di Albert Camus, regia di Vito Pandolfi, prima italiana al Teatro La Soffitta di Bologna nel 1950.
- Le colonne della società di Henrik Ibsen, regia di Orazio Costa, Teatro delle Arti di Roma, 5 novembre 1951.
- Creatura umana di Vittorio Calvino, regia di Giorgio Prosperi, 1950-51
- Fratello e sorella di Goethe, regia di Anna Maria Rimoaldi, Teatro Ateneo di Roma, 1953.
- La maschera e il volto di Luigi Chiarelli, regia di Gianfranco de Bosio, Teatro Gobetti di Torino, 8 Marzo 1957.
- Yerma di Federico García Lorca, regia di Enzo Ferrieri, Milano, Teatro del Convegno, 17 marzo 1958.
- Das Kätchen von Heilbronn di Heinrich von Kleist, regia di Luca Ronconi, Zurigo (1972)
- Don Juan di Dacia Maraini, regia di Fernando Vannozzi, Teatro in Trastevere, Roma, 1977
- Le signore del giovedì di Loleh Bellon, regia di Lorenza Codignola, Teatro Giulio Cesare, Roma, 1981

## Prosa radiofonica Rai
- Romanticismo, commedia di Gerolamo Rovetta, regia di Carlo Ninchi, trasmessa il 31 dicembre 1951
- Il giardino dei ciliegi, di Anton Čechov, regia di Enzo Ferrieri, trasmessa il 19 febbraio 1954.

## Prosa televisiva Rai
- Prima di cena di Victor Rozov, regia di Anton Giulio Majano, trasmessa il 19 agosto 1963.

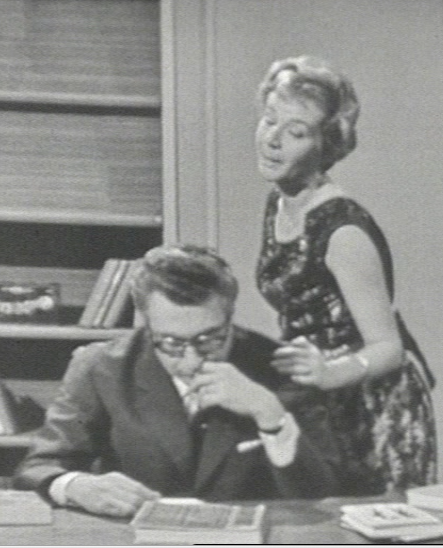
L'attrice con lo scrittore Luigi Silori nel 1962

## Filmografia

### Cinema
- Labbra rosse, regia di Giuseppe Bennati (1960)
- Congo vivo, regia di Giuseppe Bennati (1962)
- Il buon soldato, regia di Franco Brusati (1982)

### Televisione
- Piccole donne, regia di Anton Giulio Majano – miniserie TV (1955)
- L'isola del tesoro, regia di Anton Giulio Majano – miniserie TV (1959)
- Don Giovanni in Sicilia, regia di Guglielmo Morandi – miniserie TV (1977)
- Una donna spezzata, regia di Marco Leto – miniserie TV (1989)